# NGC 286
NGC 286 је лентикуларна галаксија у сазвежђу Кит која се налази на NGC листи објеката дубоког неба.
Деклинација објекта је - 13° 6' 44" а ректасцензија 0h 53m 30,3s. Привидна величина (магнитуда) објекта NGC 286 износи 14,1 а фотографска магнитуда 15,1. NGC 286 је још познат и под ознакама MCG -2-3-34, NPM1G -13.0038, AM 0051-132, PRC C-4, PGC 3142.